# Www.dagpengeland.dk
www.dagpengeland.dk er en dansk blog, der beskriver den unge arbejdsløse akademiker Lau Aaens oplevelser hos jobaktiveringsfirmaet Integro A/S. Bloggen er senere blevet udgivet som bog hos Gyldendal og opsat som teater på Holbæk Teater.
Bloggen ledte til stor medieomtale i 2011, som en del af debatten om den danske aktiveringsindsats.